# The Weird Al Show
Il The Weird Al Show è uno show televisivo condotto da "Weird Al" Yankovic e trasmesso sulla CBS il sabato mattina dal settembre al dicembre 1997. Lo show venne distribuito in DVD il 15 agosto 2005.
La serie televisiva non venne mai trasmessa a livello internazionale, quindi non è nemmeno stata trasmessa in Italia.

## Interferenze della CBS
Molti conflitti creativi accaddero tra la CBS, il quale considerava lo show una serie educativa per bambini, e Yankovic, il cui umorismo era più orientato verso gli adulti. Lo show venne cancellato dopo una stagione, insieme ad altre serie nel palinsesti del sabato mattina della CBS.
La CBS mandò varie note agli autori dello show dopo aver esaminato i copioni, chiedendo agli autori di "Yankovicizzare" (ovvero: rendere divertenti) gli annunci pubblicitari che il network scriveva per rafforzare la lezione della puntata, e rimuovere ogni comportamento imitabile" dai copioni che i bambini potrebbero imitare dopo aver visto lo show in TV.
Gli autori erano spesso sorpresi non delle cose che i censori volevano fuori, ma a quello che dovevano lasciare - per esempio, uno sketch (scritto e presentato come una gag) il quale Papa Boolie e Baby Boolie si suicidarono dopo aver sentito una delle tante canzoni di Fred Huggins era stato considerato grave dal network per essere usato nello show (lo sketch venne riscritto con Papa Boolie che chiamò un manicomio per portare via Fred). Gli sketch non utilizzati sono menzionati nel commento del DVD.

## La sigla
La sigla dello show venne inserita nell'album Running with Scissors intitolata The Weird Al Show Theme.
La sigla parla della (fittizia) storia di come Al sia riuscito ad avere un suo show, includendo alcuni fittizi fatti presi dal film The Compleat Al.

## Il cast
- Eddie Deezen - Il tizio confinato nel muro
- Donavan Freberg - Baby Boolie
- Stan Freberg - Papa Boolie, J.B. Toppersmith
- Gary LeRoi Gray - Bobby il bambino curioso
- Brian Haley - Hooded Avenger
- Harvey the Wonder Hamster - se stesso
- Ed Marques - Varna il cuoco
- Paula Jai Parker - Val Brentwood, Gal Spy
- Patricia Place - Mrs. Fesenmeyer
- Jack Plotnick - Zio Ralphie
- Judy Tenuta - Madame Judy la psichica
- Danielle Weeks - Cousin Corky
- Mary Yankovic - mamma (se stessa)
- Nick Yankovic - papà (se stesso)
- "Weird Al" Yankovic - se stesso, Fred Huggins, Tony Malone, Fatman, vari personaggi
- Billy West - narratore, voce di Harvey the Wonder Hamster nei cartoni di Fatman

## Episodi
| n° | Titolo episodio                 | Guest star | Trama | Data trasmissione |
| -- | ------------------------------- | --- | --- | ----------------- |
| 1  | Bad Influence                   | Julie Brown - giornalista Patton Oswalt - Seymore Kevin Weisman - Spike Barenaked Ladies - guest star musicali | Al incontra un nuovo amico, Spike, che ha un club. Spike dice a Al di strapparsi i pantaloni, radersi le sopracciglia e di immergere le braccia nel cioccolato per entrare nel club. Alla fine Al capisce che era uno scherzo e lo caccia di casa. | 13 settembre 1997 |
| 2  | Promises, Promises              | Mike Levey - se stesso Tony Little - se stesso Ron Popeil - se stesso John Tesh - se stesso | Al mente ai suoi amici sull'essere amico di John Tesh, così, al fine di ricevere 82.000 dollari per l'apparizione di Tesh, decide di vendere delle cianfrusaglie. Alla fine tutti i clienti vogliono essere rimborsati, persino Tesh stesso.       | 20 settembre 1997 |
| 3  | Mining Accident                 | David Bowe - minatore Clarence Clemons - minatore David Lander - minatore Michael McKean - minatore Emo Philips (voce) - Slaw Meister Martha Quinn - donna nell'annuncio pubblicitario | Alcuni minatori irrompono nella casa di Al e quest'ultimo impara a fare amicizia con loro | 27 settembre 1997 |
| 4  | Back to School                  | Bill Mumy - ragazzo delle consegne Alex Trebek - se stesso Gedde Watanabe - Kuni | Al decide di voler diventare intelligente, ma presto si pente. | 4 ottobre 1997    |
| 5  | Time Machin                     | Teri Garr - se stessa Victoria Jackson - Donna che piange Steve Jay - guest star musicale Jon "Bermuda" Schwartz - guest star musicale Jim West - guest star musicale Rubén Valtierra - guest star musicale                                                                                            | Al dimentica il regalo per il compleanno del suo criceto Harvey, così inventa una macchina del tempo per tornare indietro in tempo per avere più tempo per il regalo di Harvey.                                                                    | 11 ottobre 1997   |
| 6  | One of the Record Books         | Todd Patrick Braud - Gene Siskel Mark Kineavy - Roger Ebert Ric Sarabia - Uomo barbuto Scott Streltzolf - Lanciatore Ian Wihtcomb - Sir Alec Hanson - guest star musicale | A causa della radioattività, Harvey diventa quattro volte più grande di Al e diventa il criceto più grosso del mondo entrando nel libro dei record. Al, geloso, tenta di stabilirne uno.                                                           | 18 ottobre 1997   |
| 7  | Because I Said So               | Charles Fleischer - Buford Matthew McCurley - Huey Tahj Mowry - se stesso Dick Van Patten - se stesso | Al deve fare da babysitter a Huey, l'avido nipote del produttore dello show. | 25 ottobre 1997   |
| 8  | Talent Show                     | Henry Corden - Fred Flinstone Cathy Landman - Cindy Jean Vander Pyl - Wilma Flinstone Maty Lynn Rajskub - donna delle previsioni John Roarke - Clint Eastwood Roger Roose - conduttore del talk show Jon Schwartz - batterista Matt Weinhold - conduttore del game show Immature - guest star musicale | Il giorno dell'annuale "Weird Al talent show". | 1º novembre 1997  |
| 9  | Al Plays Hooky                  | Fabio Lanzoni - se stesso Daisy Fuentes - se stessa Kevin McCarthy - sindaco | Al decide di prendersi una vacanza, lasciando Cousin Corky a condurre la show. | 8 novembre 1997   |
| 10 | He Ain't Heavy, He's My Hamster | Dr. Demento - se stesso John Ennis - papà Loretta Fox - mamma Dale Halcom - tre tipi armati Rick Overton - Mr. Molasses Emo Philips - Dr. Philips Dweezil Zappa - se stesso | Al opprime Harvey sull'essere un criceto/stunt-man, e ne deve fare ammenda. | 15 ottobre 1997   |
| 11 | The Competition                 | Jimmy Briscoe - Mippy Drew Carey - se stesso Fred Willard - conduttore degli Award Show Radish - guest star musicale | Al compete contro Fred Huggins e Zio Ralphie per vincere gli Award Show. | 22 novembre 1997  |
| 12 | The Obligatory Holiday Episode  | Dick Clark - se stesso The Amazing Johnatan - Uncle Johnatan Martin Lewis - Token Brit | Al e i suoi amici festeggiano le feste più importanti. | 29 novembre 1997  |
| 13 | Al Gets Robbed                  | Gilbert Gottfried - Gilbert, l'amico immaginario di Al Martha Quinn - donna nell'annuncio pubblicitario Randy Savage - se stesso Dick Van Patten - ladro All-4-One - guest star musicale | Al ritorna a casa sua dopo un viaggio, e scopre che lo hanno derubato. | 6 dicembre 1997   |

## Distribuzione in DVD
La South Factory distribuì lo show in DVD il 15 agosto 2005.  È un set di 3 DVD contenente tutti i tredici episodi messi in ordine di trasmissione.
Prima della distribuzione in DVD, i tre brevi video musicali di Lousy Haircut, Livin' in the Fridge e Lasagna vennero inseriti nel DVD "Weird Al" Yankovic: The Ultimate Video Collection nel 2003.

### Contenuti speciali
- Tredici commenti con "Weird Al" e gli altri membri del cast.
- "L'evoluzione di Fatman": composto di concept art originali.
- Concept art gallery.
- Storyboards animati.
- Karaoke della sigla dello show.